# Mistrzostwa Europy w Hokeju na Trawie Kobiet 2011

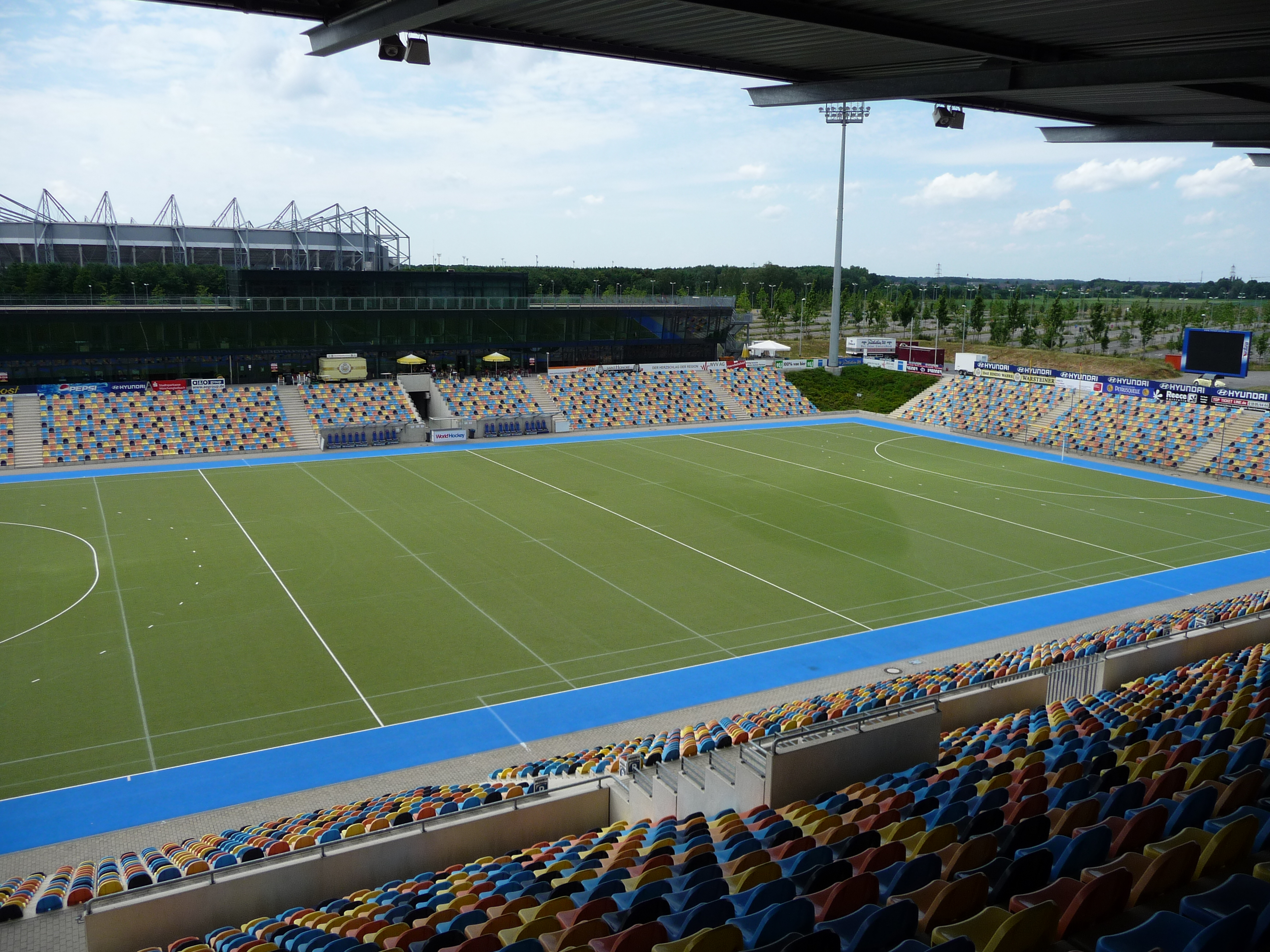
Warsteiner HockeyPark − miejsce rozgrywek

10. Mistrzostwa Europy w Hokeju na Trawie Kobiet odbyły się w dniach 20–27 sierpnia 2011 w Mönchengladbach. 
Zwycięzca turnieju (Holandia) oraz finalista (Niemcy) zakwalifikowały się do igrzysk olimpijskich w Londynie.

## Uczestnicy
| - Azerbejdżan - Holandia - Hiszpania - Włochy | - Anglia - Belgia - Irlandia - Niemcy |

## Faza grupowa

### Grupa A

#### Wyniki
| Data - Czas         |             |             | Wynik |
| ------------------- | ----------- | ----------- | ----- |
| 20 sierpnia – 10:00 | Włochy      | Hiszpania   | 0:4   |
| 20 sierpnia – 12:00 | Holandia    | Azerbejdżan | 8:0   |
| 21 sierpnia – 12:00 | Azerbejdżan | Włochy      | 5:3   |
| 21 sierpnia – 18:00 | Holandia    | Hiszpania   | 0:1   |
| 23 sierpnia – 16:00 | Azerbejdżan | Hiszpania   | 1:2   |
| 23 sierpnia – 20:00 | Holandia    | Włochy      | 5:1   |

#### Tabela
| Poz. | Reprezentacja | Pkt | Mecze | Mecze | Mecze | Mecze | Bramki | Bramki | Bramki |
| Poz. | Reprezentacja | Pkt | M     | Z     | R     | P     | zdob.  | str.   | bilans |
| ---- | ------------- | --- | ----- | ----- | ----- | ----- | ------ | ------ | ------ |
| 1    | Hiszpania     | 9   | 3     | 3     | 0     | 0     | 7      | 1      | 6+     |
| 2    | Holandia      | 6   | 3     | 2     | 0     | 1     | 13     | 2      | 11+    |
| 3    | Azerbejdżan   | 3   | 3     | 1     | 0     | 2     | 6      | 13     | 7−     |
| 4    | Włochy        | 0   | 3     | 0     | 0     | 3     | 4      | 14     | 10−    |

### Grupa B

#### Wyniki
| Data – Czas         |          |          | Wynik |
| ------------------- | -------- | -------- | ----- |
| 20 sierpnia – 14:00 | Niemcy   | Irlandia | 3:0   |
| 20 sierpnia – 18:00 | Anglia   | Belgia   | 4:0   |
| 21 sierpnia – 16:00 | Anglia   | Niemcy   | 2:0   |
| 21 sierpnia – 20:00 | Irlandia | Belgia   | 0:3   |
| 23 sierpnia – 14:00 | Irlandia | Anglia   | 1:3   |
| 23 sierpnia – 18:00 | Niemcy   | Belgia   | 4:0   |

#### Tabela
| Poz. | Reprezentacja | Pkt | Mecze | Mecze | Mecze | Mecze | Bramki | Bramki | Bramki |
| Poz. | Reprezentacja | Pkt | M     | Z     | R     | P     | zdob.  | str.   | bilans |
| ---- | ------------- | --- | ----- | ----- | ----- | ----- | ------ | ------ | ------ |
| 1    | Anglia        | 9   | 3     | 3     | 0     | 0     | 9      | 1      | 8+     |
| 2    | Niemcy        | 6   | 3     | 2     | 0     | 1     | 7      | 2      | 5+     |
| 3    | Belgia        | 3   | 3     | 1     | 0     | 2     | 3      | 8      | 5−     |
| 4    | Irlandia      | 0   | 3     | 0     | 0     | 3     | 1      | 9      | 8−     |

## Faza zasadnicza

### Mecze o miejsca 5-8.

#### Wyniki
| Data – Czas         |             |          | Wynik |
| ------------------- | ----------- | -------- | ----- |
| 26 sierpnia – 14:00 | Włochy      | Belgia   | 0:4   |
| 26 sierpnia – 16:00 | Azerbejdżan | Irlandia | 1:3   |
| 28 sierpnia – 08:30 | Irlandia    | Włochy   | 4:1   |
| 28 sierpnia – 10:30 | Azerbejdżan | Belgia   | 1:3   |

#### Tabela
| Poz. | Reprezentacja | Pkt | Mecze | Mecze | Mecze | Mecze | Bramki | Bramki | Bramki |
| Poz. | Reprezentacja | Pkt | M     | Z     | R     | P     | zdob.  | str.   | bilans |
| ---- | ------------- | --- | ----- | ----- | ----- | ----- | ------ | ------ | ------ |
| 1    | Belgia        | 9   | 3     | 3     | 0     | 0     | 10     | 1      | 9+     |
| 2    | Irlandia      | 6   | 3     | 2     | 0     | 1     | 7      | 5      | 2+     |
| 3    | Azerbejdżan   | 3   | 3     | 1     | 0     | 2     | 7      | 9      | 2−     |
| 4    | Włochy        | 0   | 3     | 0     | 0     | 3     | 4      | 13     | 9−     |

### Faza finałowa
|  |                                       |           |           |                                       |   |          |          |       |
|  | Półfinały                             | Półfinały | Półfinały |                                       |   | Finał    | Finał    | Finał |
|  | Półfinały                             | Półfinały | Półfinały |                                       |   | Finał    | Finał    | Finał |
|  | 25 sierpnia – 18:30 (Mönchengladbach) |           |           |                                       |   |          |          |       |
|  |                                       |           |           |                                       |   |          |          |       |
|  | Anglia                                | Anglia    | 0         |                                       |   |          |          |       |
|  | Anglia                                | Anglia    | 0         | 27 sierpnia – 15:30 (Mönchengladbach) |   |          |          |       |
|  | Holandia                              | Holandia  | 2         |                                       |   |          |          |       |
|  | Holandia                              | Holandia  | 2         |                                       |   | Holandia | Holandia | 3     |
|  | 25 sierpnia – 21:00 (Mönchengladbach) |           |           |                                       |   | Holandia | Holandia | 3     |
|  |                                       |           | Niemcy    | Niemcy                                | 0 |          |          |       |
|  | Hiszpania                             | Hiszpania | Niemcy    | Niemcy                                | 0 | 1        |          |       |
|  | Hiszpania                             | Hiszpania |           |                                       |   |          |          |       |
|  | Niemcy                                | Niemcy    | 2         |                                       |   |          |          |       |
|  | Niemcy                                | Niemcy    | 2         | Mecz o 3. miejsce                     |   |          |          |       |
|  |                                       |           |           |                                       |   |          |          |       |
|  | 27 sierpnia – 13:00 (Mönchengladbach) |           |           |                                       |   |          |          |       |
|  |                                       |           |           |                                       |   |          |          |       |
|  | Anglia                                | Anglia    | 2         |                                       |   |          |          |       |
|  | Anglia                                | Anglia    | 2         |                                       |   |          |          |       |
|  | Hiszpania                             | Hiszpania | 1         |                                       |   |          |          |       |
|  | Hiszpania                             | Hiszpania | 1         |                                       |   |          |          |       |

## Końcowa klasyfikacja
| Lp. | Drużyna     |
| --- | ----------- |
|     | Holandia    |
|     | Niemcy      |
|     | Anglia      |
| 4.  | Hiszpania   |
| 5.  | Belgia      |
| 6.  | Irlandia    |
| 7.  | Azerbejdżan |
| 8.  | Włochy      |